# Dax (Landes)

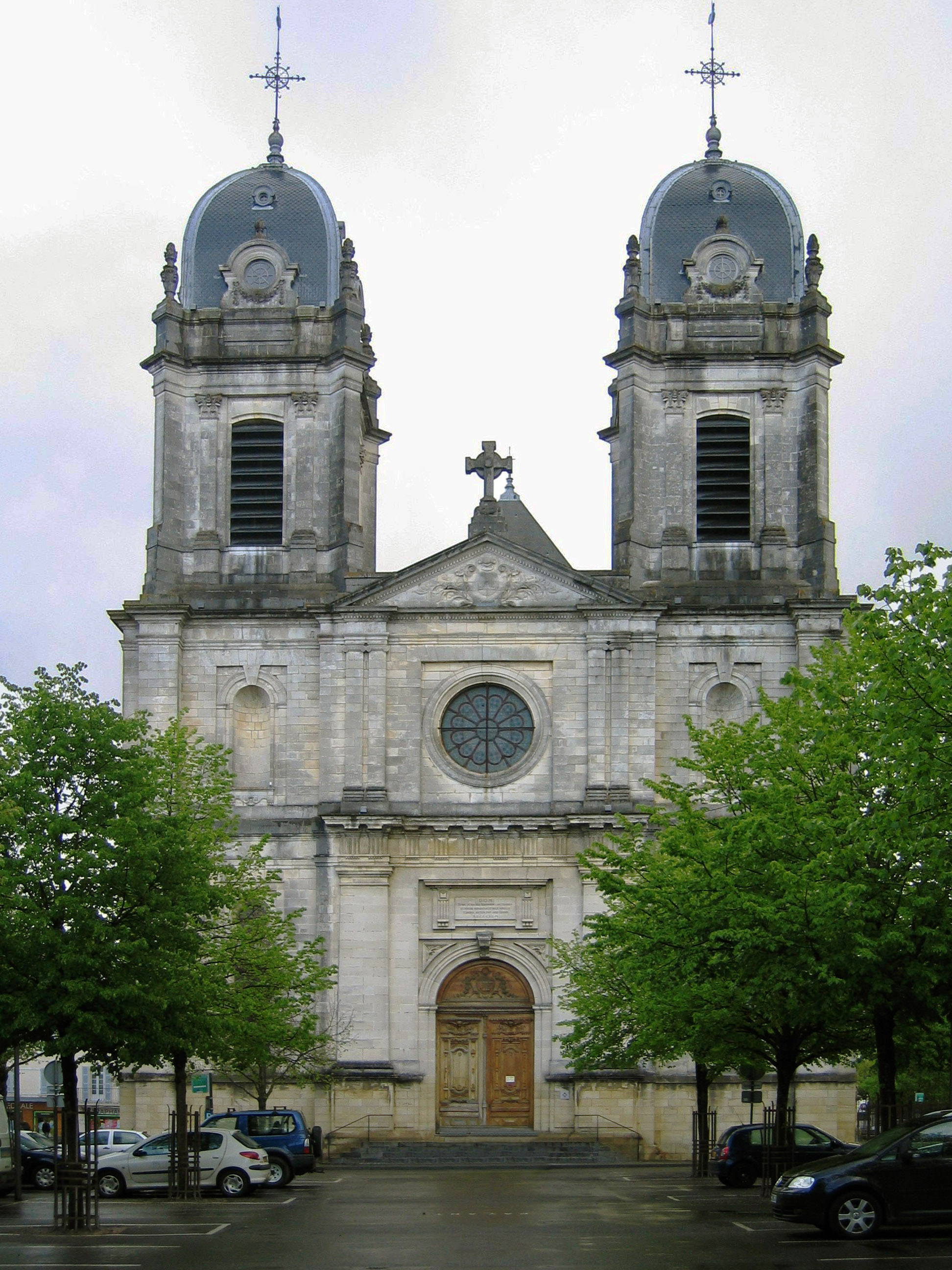
Kathedrale von Dax

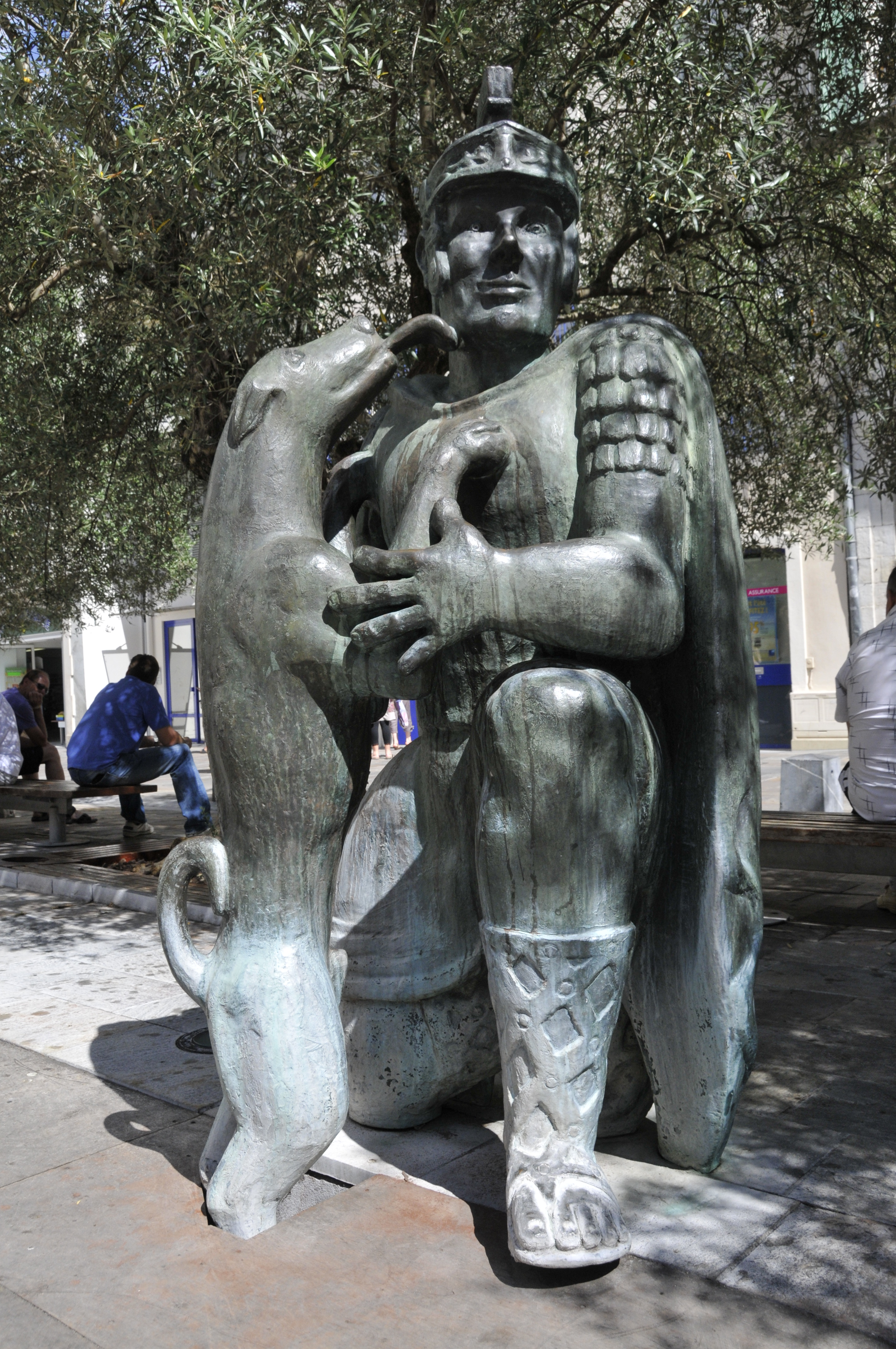
Der Soldat mit seinem Hund

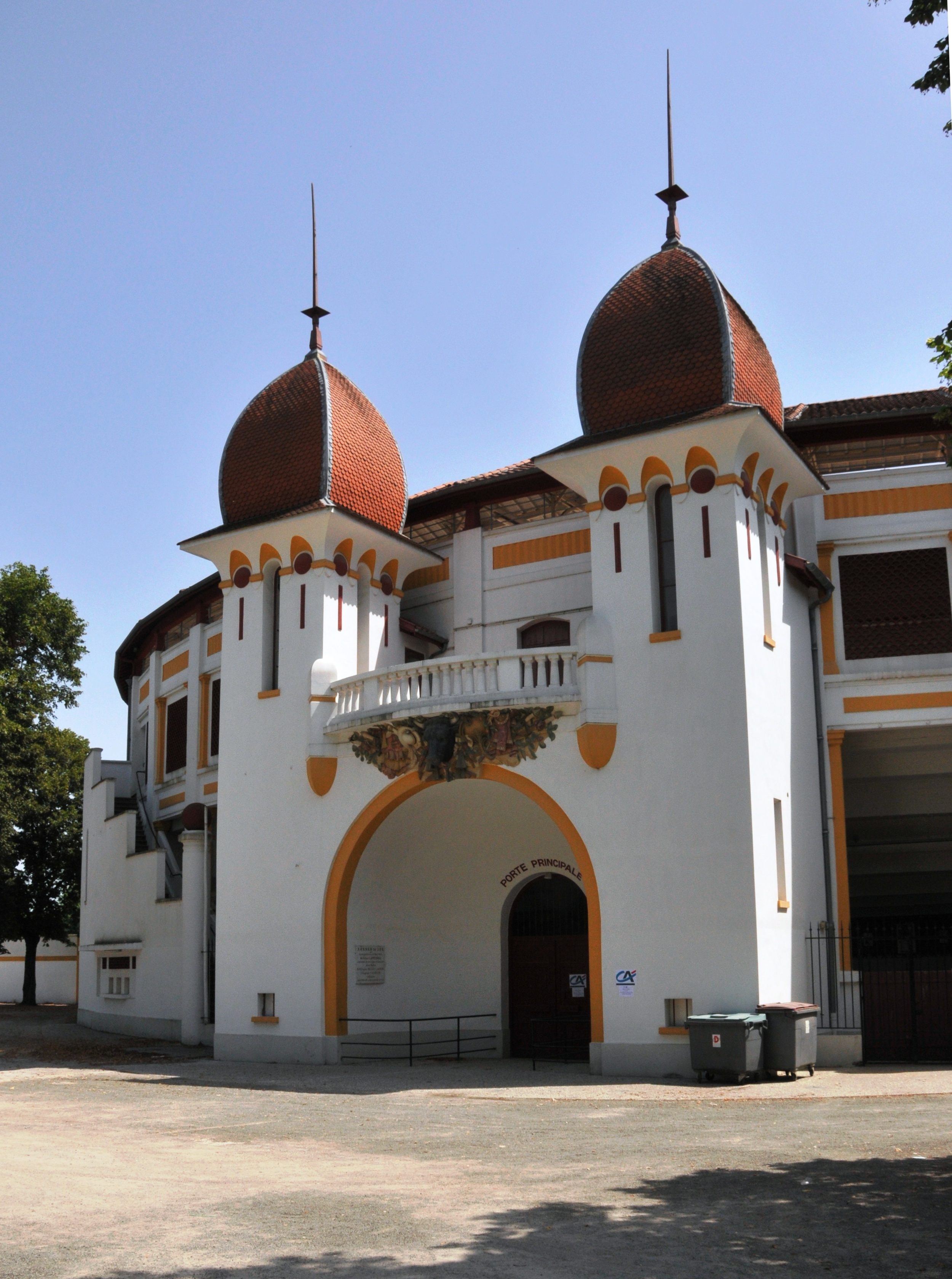
Eingang zur Stierkampfarena

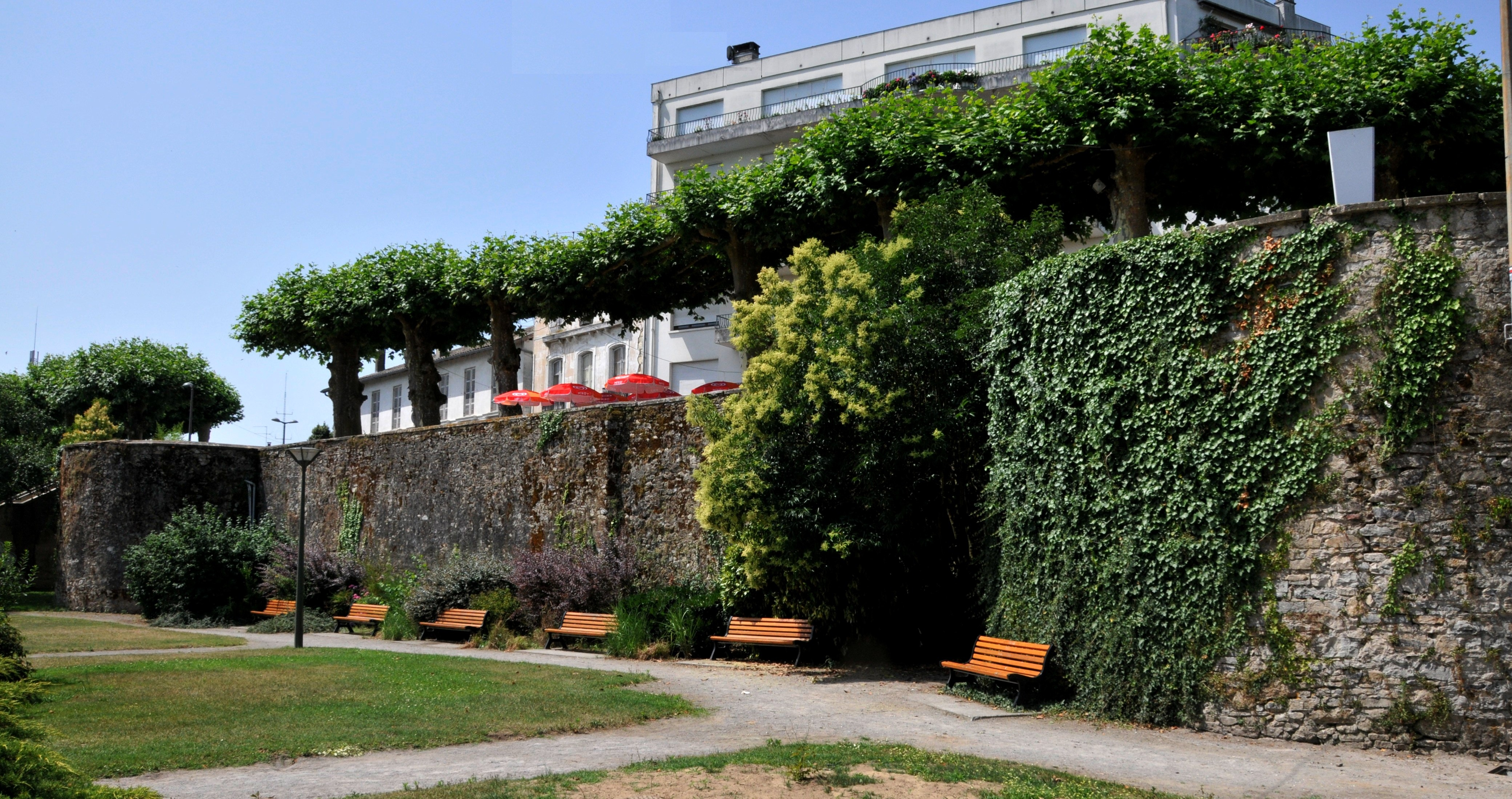
Stadtmauer

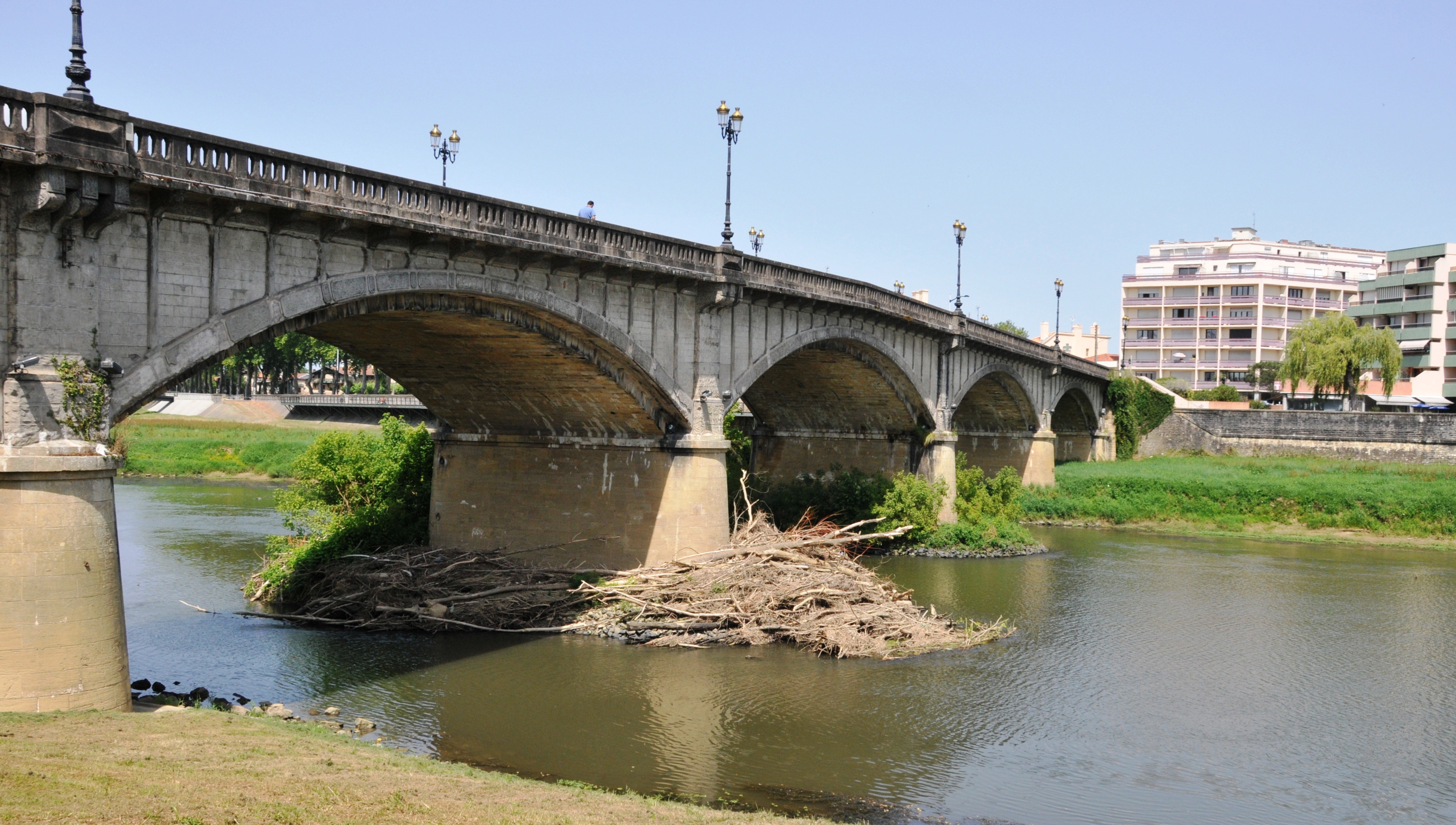
Adour-Brücke

Dax (gaskognisch Dacs, zur Römerzeit Aquae Tarbellicae) ist eine französische Stadt in der Nähe der Atlantikküste im Département Landes in der Region Nouvelle-Aquitaine und mit 21.716 Einwohnern (Stand 1. Januar 2022) nach Mont-de-Marsan die zweitgrößte Stadt im Département. Die Stadt ist Sitz der Unterpräfektur (frz. Sous-préfecture) des Arrondissements Dax.
Die Stadt wird vom Adour durchflossen.
Dax ist der zweitgrößte Kurort Frankreichs, der für sein großes, modernes Thermalbad bekannt ist.

## Geschichte und Sehenswürdigkeiten
Dax ist umgeben von einigen prähistorischen Fundstätten. Bei Bauarbeiten in der Stadtmitte wurden Spuren von Besiedlungen aus vorchristlicher Zeit entdeckt und ausgegraben. Von den 35 identifizierten Fundstätten sind 8 eindeutig zuzuordnen. Noch heute sind Reste der römischen Bebauung zu finden. Bis zum 19. Jahrhundert war die Stadt von mächtigen römischen Festungsmauern umgeben, von denen Mauerreste auf der Place des Salines und im Parc Théodore Denis (bei der Stierkampfarena) zu sehen sind. In einer von Archäologen freigelegten Krypta in der Rue Cazade wurden die Grundmauern eines gallorömischen Tempels aus dem 2. Jahrhundert freigelegt.
Der Name der Stadt hat sich aus dem lateinischen aqua („Wasser“) entwickelt. So hieß der Ort zur Römerzeit Aquae Tarbellicae („Wasser der Tarbellen“, eines aquitanischen Volksstammes in dieser Gegend) und wurde im Laufe der Zeit zu Acqs (wie im heutigen Wappen), dann zu d’Acqs.
Seit dem 10. Jahrhundert war die (1891 abgerissene) Burg Dax Sitz der Vizegrafen von Dax. 

### „La Fontaine Chaude“
Ein Zeugnis der alten Geschichte der Stadt bildet der Thermalbrunnen (La Fontaine Chaude – „Der heiße Brunnen“) – auch Source de la Nèhe. Dieses Bauwerk wurde im 19. Jahrhundert an der Stelle eines römischen Thermalbades errichtet. Die Quelle fördert täglich 2,4 Mio. Liter Wasser in einer Temperatur von 64 °C. Das Wasser steigt aus einer Tiefe von 2000 m empor. Früher befand sich hier das Viertel der Fleisch- und Geflügelhändler. Die Hausfrauen nutzten das heiße Wasser zum Eierkochen und zum Rupfen ihres Geflügels.

La Fontaine Chaude
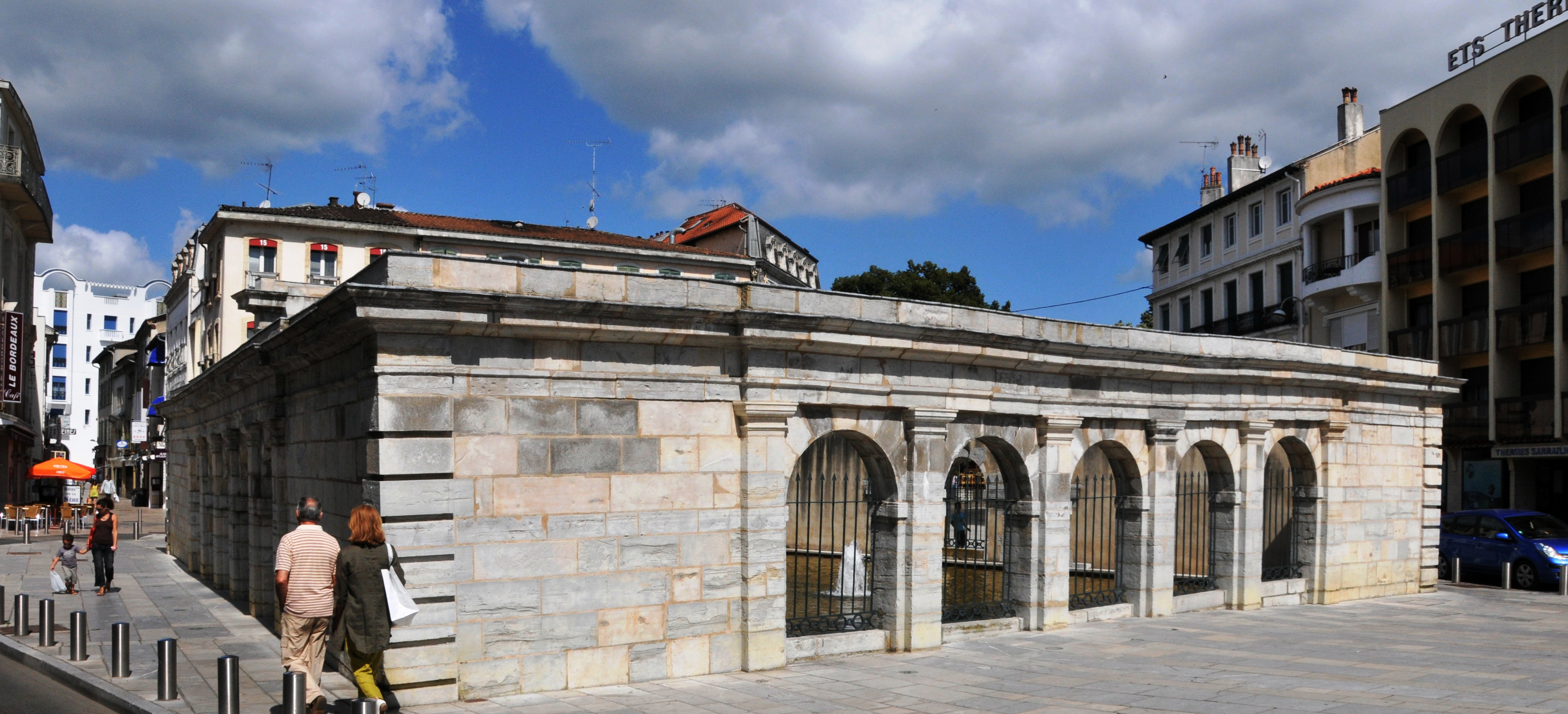
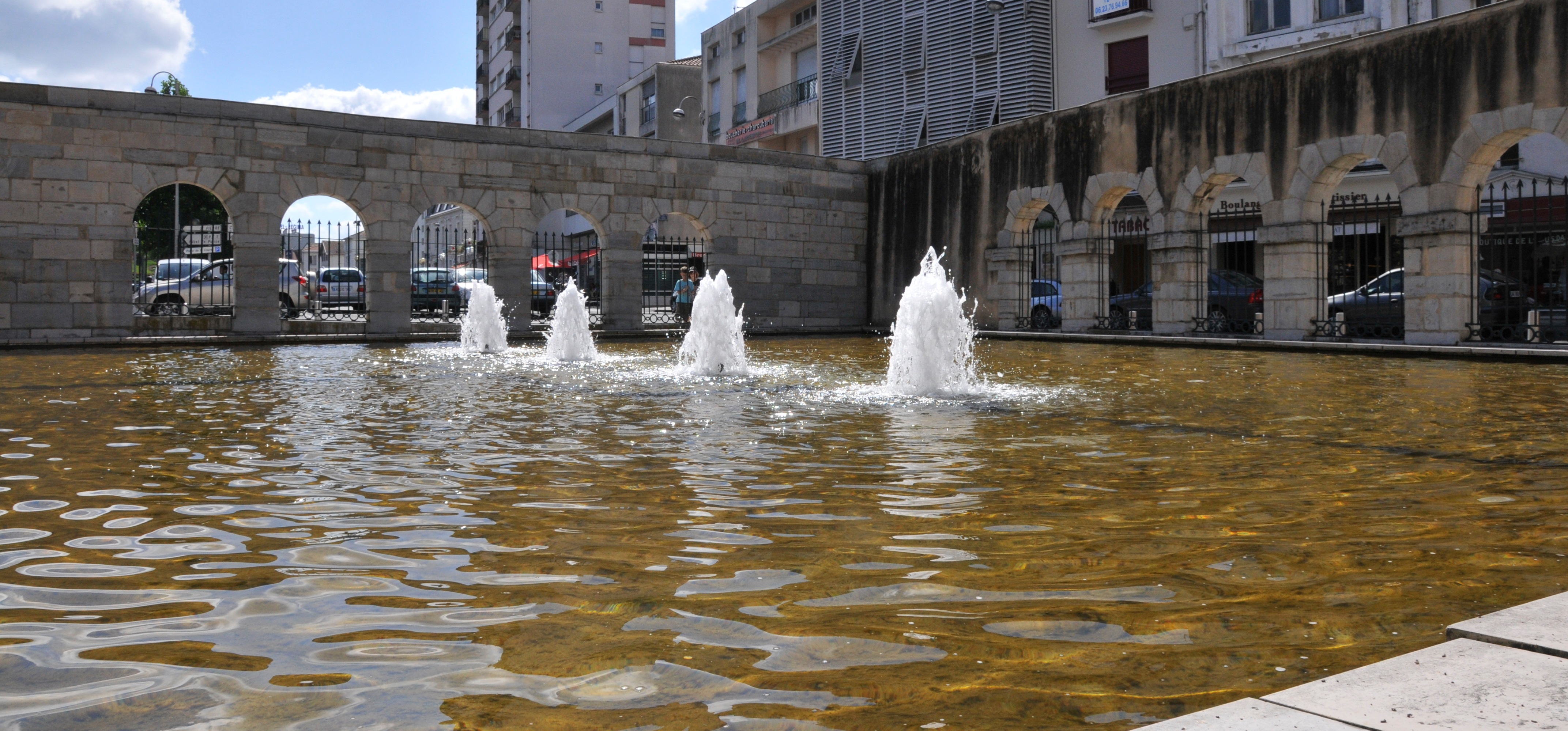
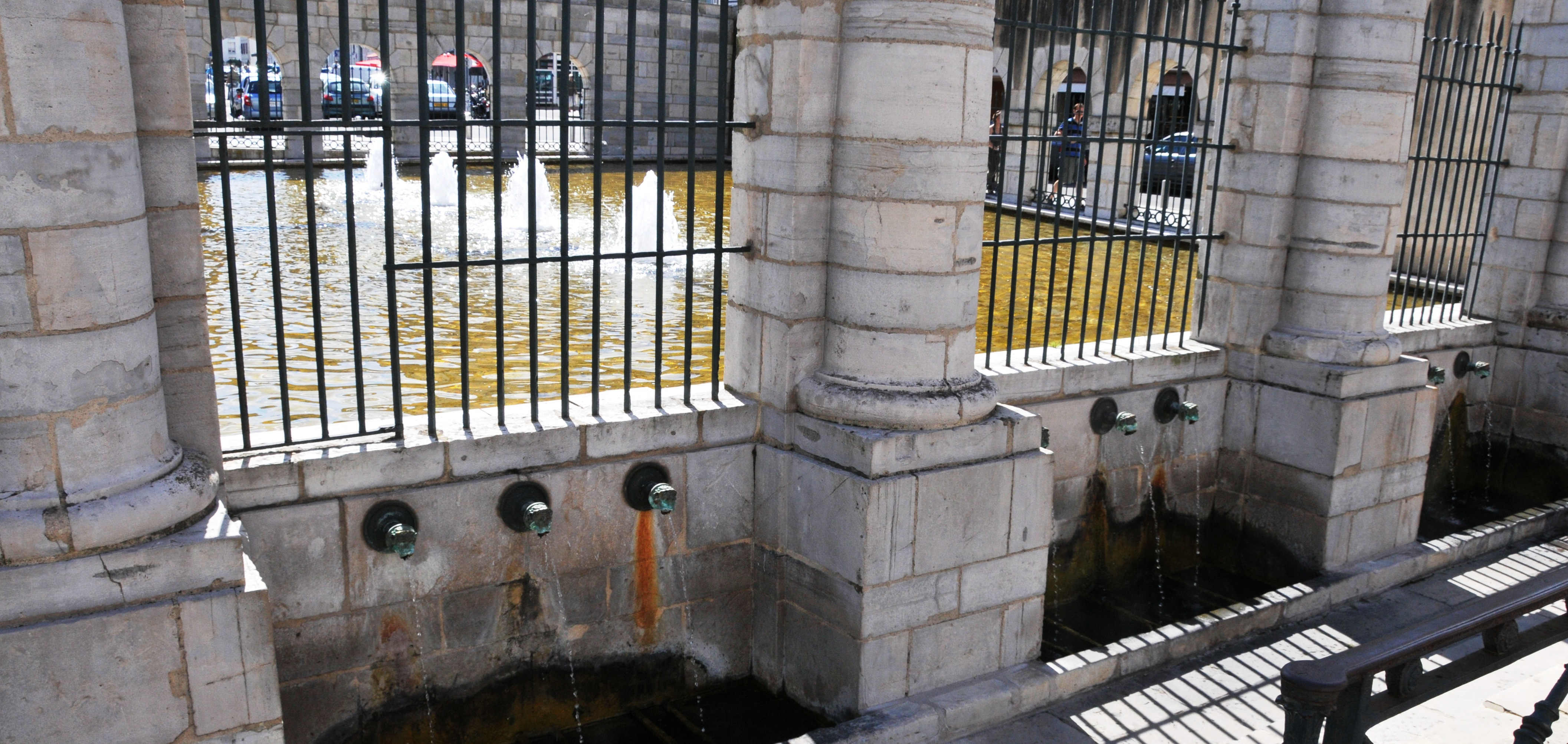

### Weitere Sehenswürdigkeiten
- Kathedrale Notre-Dame Sainte-Marie: Die Hauptkirche des römisch-katholischen Bistums Aire und Dax stammt aus dem 17. Jahrhundert. Sie verfügt im Inneren über ein prächtiges 12 m hohes Tor (Tor der Apostel) der Vorgängerkirche aus dem 13. Jahrhundert im nördlichen Querschiff.
- Auf dem Platz der Kathedrale (Place de la Cathédrale) an der nördlichen Seite der Kirche steht im Schatten hundertjähriger Olivenbäume die Statue des römischen Legionärs mit seinem Hund. Der Überlieferung nach soll der stark rheumakranke Hund, der kaum noch laufen konnte, von seinem Herrchen am Ufer des Adour ausgesetzt und auf wundersame Weise durch den Schlamm des Flusses geheilt worden sein.
- Der traditionelle Wochenmarkt findet seit dem 14. Jahrhundert an jedem Samstagvormittag auf dem Platz Roger Ducos (vor dem Haupteingang der Kathedrale) statt. Gleich daneben steht die Markthalle.
- Die Kirche St-Vincent-de-Xaintes aus dem ausklingenden 19. Jahrhundert.
- Die Stierkampfarena von 1913 im Parc Théodore Denis hat ein Fassungsvermögen von 8000 Zuschauern.
- In diesem Park stehen auch Reste der gallo-römischen Stadtmauer aus dem 4. Jahrhundert. Sie war verstärkt durch 38 Türme und hatte einen Umfang 1465 m bei einer Höhe von 12 m und einer Dicke von 4,5 m. Sie schützte über Jahrhunderte die Stadt vor den Aggressionen der Barbaren, Spanier, Engländer und Franzosen. 1652 wurde die Stadtmauer nochmals wichtiger Schutz vor den Unruhen der Fronde. Ende des 19. Jahrhunderts wurde sie trotz heftiger Widerstände geschleift. Zwei Mauerreste blieben übrig: am Place des Salines und am Parc Théodore Denis.
- Le Balcon d’Adour ist eine 300 m lange Fußgänger-Promenade am Ufer des Adour. Hier stehen das Splendid Hotel, ein Werk des Art déco der 1930er-Jahre und das Kurhaus (Résidence des Thermes) von 1992 des Architekten Jean Nouvel. Unter der Promenade gibt es 250 Auto-Parkplätze in unmittelbarer Innenstadtnähe.
- Rue de Toro: Hier wurde am 14. Oktober 1894 ein während eines Stierkampfes aus der Arena entflohener Stier durch den Torero Paul Nassiet, einem Vertrauten des französischen Matadors getötet. Eine Gedenktafel an dieser Stelle erinnert daran. Seitdem hat die Straße den Namen Rue de Toro. (Straßenschild und Gedenktafel differieren in der Tagesangabe.)
- Square Max Moras: In diesem Park, benannt zu Ehren des Bürgermeisters Moras (1907–1984), Bürgermeister von 1959 bis 1977, gleich hinter der Kathedrale, steht eine Säule zum Gedenken an die Gefallenen der beiden Weltkriege und andere Gedenksteine zu Ehren von Personen im Zusammenhang mit den Kriegen.
- Das Haus Gazelle, in dem seit 1907 nach einem „Geheimrezept“ Madeleines gebacken und angepriesen werden, steht in der Rue Cazade.
- Die Adour-Brücke mit der Skala der Hochwassermarken.
- Das Musée de l’Aviation légère de l’armée de terre et de l’hélicoptère, das Museum der französischen Heeresflieger mit dem Schwerpunkt Hubschrauber, steht im Süden der Stadt am Rande des Flugplatzes.

## Bevölkerungsentwicklung
| Jahr                       | 1962   | 1968   | 1975   | 1982   | 1990   | 1999   | 2006   | 2018   | 2020   |
| Einwohner                  | 17.051 | 19.348 | 19.137 | 18.648 | 19.309 | 19.515 | 20.810 | 20.762 | 21.044 |
| Quellen: Cassini und INSEE |        |        |        |        |        |        |        |        |        |

## Kurstadt
Der Adour liefert mit seinem Schlick den Thermalschlamm von Dax. Auf ihm beruht die Peloidtherapie, für die die Stadt berühmt ist.

## Städtepartnerschaft
Dax unterhält seit 1963 eine Städtepartnerschaft mit Logroño (Rioja) in Spanien.

## Sport
- Seit 1951 war Dax viermal Etappenzielort des Radrennens Tour de France von Agen bzw. Bordeaux.
- Bekanntester Sportverein der Stadt ist der Rugby-Club US Dax, der in der Rugby Union spielt und in der höchsten französischen Rugby-Liga Top 14 vertreten ist.

## Persönlichkeiten

### Söhne und Töchter der Stadt
- Jacques-François Borda d’Oro (1718–1804), Geologe
- Jean-Charles de Borda (1733–1799), Mathematiker und Seefahrer
- Pierre Roussel (1742–1802), Arzt und Autor
- Roger Ducos (1747–1816), Staatsmann
- Jacques Delisse (1773–1856), Apotheker und Botaniker
- Jean-Pierre Sylvestre de Grateloup (1782–1862), Arzt und Naturforscher
- Raphaël Milliès-Lacroix (1850–1941), Politiker
- Émile Magne (1877–1953), Kunsthistoriker und Literaturkritiker
- René Petit (1899–1989), Fußballnationalspieler
- Jean Adolphe Bourdeillette (1901–1981), Diplomat
- Marguerite Harl (1919–2020), Hellenistin und Wissenschaftlerin
- Sophie (1944–2012), Chansonsängerin und Hörfunkmoderatorin
- Martin Veyron (* 1950), Comiczeichner und -autor
- Philippe Jean-Charles Jourdan (* 1960), katholischer Bischof von Tallinn in Estland
- Nathalie Licard (* 1964), Moderatorin und langjährige Begleiterin der Harald Schmidt-Show
- Yves Lamarque (* 1967), Ruderer
- Marie Barsacq (* 1973), Politikerin
- Nicolas Devilder (* 1980), Tennisspieler
- Laurent Fressinet (* 1981), Schachgroßmeister
- Marion Laborde (* 1986), Basketballspielerin
- Alexis Musialek (* 1988), Tennisspieler
- Célia Martinez (* 1991), Geschwindigkeitsskifahrerin

### Persönlichkeiten mit Bezug zur Stadt
- Vinzenz von Paul (1581–1660), Priester und Begründer der neuzeitlichen Caritas
- Raphaël Ibañez (* 1973), Kapitän der französischen Rugby-Nationalmannschaft